# Manfred Röhrig
Manfred Röhrig (* 27. Juli 1938 in Köln) ist ein ehemaliger deutscher Fußballspieler.

## Karriere
Röhrig wuchs im Kölner Stadtteil Klettenberg auf und spielte in der Jugend für den Kölner BC 01, nach der Fusion des Klubs mit der SpVgg Sülz 07 zum 1. FC Köln im Jahr 1948 spielte er fortan in dessen Nachwuchsmannschaften. Ab 1956 spielte der zumeist als Verteidiger oder Mittelläufer aufgebotene Röhrig für die Kölner Amateurmannschaft, 1957 wurde er Vertragsspieler und kam im November 1958 bei einem 2:2-Unentschieden im Oberliga-Heimspiel gegen Alemannia Aachen, bei dem er mit den Außenläufern Herbert Dörner und Günter Mühlenbock die Läuferreihe gebildet hatte, zu seinem einzigen Pflichtspieleinsatz in der ersten Mannschaft des Klubs. 1959 ging er zurück zur Amateurmannschaft, für die er bis 1963 Stammspieler war, bevor er seine fußballerische Laufbahn nach dem Gewinn der Mittelrheinmeisterschaft 1965 endgültig beendete und anschließend beruflich als Abteilungsleiter bei der Warenhauskette Kaufhof tätig war.
Manfred Röhrig hatte einen Bruder Harald Röhrig, der Rechtsanwalt in Köln war.
Röhrigs Vater Alexander Röhrig war Rechtsanwalt in Köln und gehörte von 1951 bis 1967 dem Vorstand des 1. FC Köln an und war sehr in Kölner Karneval engagiert. Mit dem langjährigen Kölner Spieler Josef Röhrig besteht kein Verwandtschaftsverhältnis.